# Jaghatu (huyện), Vardak
Jaghatu là một huyện thuộc tỉnh Vardak, Afghanistan. Dân số thời điểm năm 1999 là 63,124 người.